# Kenfig Castle
Kenfig Castle (walisisch Castell Cynffig) ist eine Burgruine in Wales. Die als Scheduled Monument geschützte Ruine liegt 10 km westlich von Bridgend in den Kenfig Burrows am Südufer des River Kenfig.

## Geschichte
Um 1140 errichtete Robert, Earl of Gloucester und Lord of Glamorgan eine Motte am Kenfig River. Aufgrund einer steilen Hügelkette nördlich des Flusses hatten bereits die Römer ihre Hauptstraße ins westliche Wales an dieser Stelle küstennah angelegt, und durch die Anlage eines Hafens an der Mündung des Flusses entstand bald südlich der Burg eine Siedlung mit einem Hafen. Zwischen 1151 und 1154 wurde die Kirche St James errichtet, und Kenfig wurde ein wichtiges Handels- und Verwaltungszentrum im Süden der Herrschaft Glamorgan, weshalb es im 12. und 13. Jahrhundert mindestens neunmal von aufständischen Walisern angegriffen wurde. Der erste Angriff erfolgte am 13. Januar 1167 von Morgan ap Caradog, dem walisischen Lord of Afan, bei dem die Siedlung geplündert wurde. Ein weiterer Angriff erfolgte nach dem Tod des normannischen Lords William FitzRobert 1183 oder 1184, bei dem die Burg und die Befestigung der zum Borough erhobenen Siedlung beschädigt wurde. Zur Verstärkung wurde 1185 ein steinerner Turm in der Burg errichtet, wobei teilweise Steine aus antiken Bauten der Römerzeit verwendet wurde. Zwei weitere Angriffe unternahm um 1228 und 1243 der walisische Lord von Meisgyn, Hywel ap Maredudd. Morgan Gam, der Lord von Afan, konnte 1232 die Stadt und bis auf den Keep die Burg erobern. 1257 griff Llywelyn ap Gruffydd Kenfig an. Während des walisischen Aufstands von 1294 eroberte Morgan ap Maredudd 1295 die Stadt und zerstörte Teile der Burg. 1316 wurde die Burg während der Rebellion von Llywelyn Bren zerstört, und während des Despenser War 1321 gegen Hugh le Despenser erfolgte ein weiterer Angriff auf die Burg. Jedoch brachten nicht diese mehrfachen Angriffe und Zerstörungen das Ende der Burg und der Siedlung, sondern wie bei Pennard Castle auf der Halbinsel Gower führte die zunehmende Versandung um 1400 zur Aufgabe der Burg. Anstelle des Boroughs von Kenfig entstand etwa 2,4 km östlich die Siedlung Pyle.
1924 führte die Aberafon and Margam Historical Society erste Ausgrabungen der Burg durch.

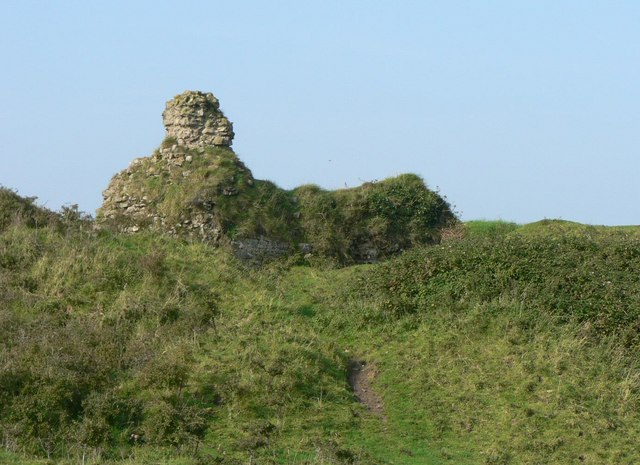
Die Ruine des Keeps

## Anlage
Die Ruine der stark zerstörten Anlage besteht aus den Resten des freistehenden, quadratischen Keeps sowie den Fundamentresten von weiteren Gebäuden südwestlich des Turms. Die kleine Kernburg hatte einen Durchmesser von etwa 37 m und war von einer Ringmauer und einem tiefen Graben umgeben, der vom Kenfig River geflutet war. Die Wohnhalle lag in der südlich der Kernburg gelegenen Vorburg. Die geräumige Vorburg war durch Wall und Graben gesichert und ging später in der Siedlung auf. Die Ruinen liegen heute zwischen den Sanddünen des 66 ha großen Naturschutzgebietes Kenfig National Nature Reserve, sind aber frei zugänglich.